# 136e division blindée Giovani Fascisti
Pour les articles homonymes, voir 136e division.
La 136e division blindée Giovani Fascisti est une division d'infanterie de l'armée italienne pendant la Seconde Guerre mondiale.

## Histoire
La division Giovani Fascisti (Jeunes fascistes ou « GGFF ») est formée de volontaires de l'Université des jeunes fascistes. Les volontaires sont soumis à une lutte de pouvoir entre l'armée et les chemises noires fascistes et des 25 bataillons d'origine, seuls deux bataillons feront l'objet d'un déploiement en zone de guerre. La division est envoyée en Libye en juillet 1941, tandis que le IIIe bataillon "A ferro freddo" reste en Italie pour l'entraînement des troupes, étant ensuite utilisé comme source de remplacement.
En mai 1942, il est décidé de les réformer pendant la campagne du désert occidental en tant que division blindée, au cours duquel elle est renommée 136e division blindée Giovani Fascisti, mais celle-ci ne recevra jamais ses chars et opérera en tant que division d'infanterie. Ses hommes participent à l'opération Crusader lorsque la 11e brigade d'infanterie indienne est fortement engagée contre un point fort près de Bir el Gubi, à 40 kilomètres au sud d'Ed Duda.

« Le GGFF (Giovani Fascisti) fit sa marque lors de l'opération Crusader. Chargés de défendre la petite colline connue sous le nom de Bir el Gobi, ils repoussèrent les attaques répétées de la 11e brigade indienne et de la 7e division blindée britannique au cours de la première semaine de décembre 1941. Malgré tout, ils infligèrent de lourdes pertes aux Alliés et parvinrent à tenir leur position malgré une faim et une soif continue. »

Les 1er et 2e bataillons du 136e régiment d'infanterie Giovani Fascisti occupèrent avec succès une position au sommet d'une colline et repoussèrent les attaques répétées des blindés britanniques et des unités d'infanterie indiennes au cours de la première semaine de décembre 1941.
Les Mussolini's Boys débutent la bataille de Gazala en mai 1942 dans le cadre de la réserve de l'armée, avec quatre bataillons d'infanterie — les deux bataillons d'origine, plus le 9e bataillon d'infanterie indépendant et le 3e bataillon du régiment de marins San Marco (qui sera ensuite détaché pour rejoindre le groupe amphibie Hecker). Au cours de la bataille, les trois bataillons restants lancent une offensive pour aider la 102e division Trento à pénétrer dans la zone des champs de mines alliés.
La division occupe l'oasis de Siwa en Égypte à l'été 1942 afin d'empêcher d'éventuelles actions militaires de l'armée britannique au sud de l'armée des forces de l'Axe attaquant El Alamein. En effet, en juillet 1942, des avions de transport allemands Ju-52 transportent un bataillon des Giovani Fascisti pour s'emparer de l'oasis stratégique de Siwa, le plus grand assaut aérien mené par l'Axe en Afrique. Le reste de la division est déployé peu après, à l'exception de deux compagnies du 4e bataillon antichar. L'oasis avait été une zone de transit pour les raids du groupe allié Long Range Desert Group en Libye, et l'Axe vit ainsi une occasion de rendre la pareille. Les planificateurs italiens envièrent les pistes menant au Nil.
Le maréchal Erwin Rommel mena une visite en septembre 1942 en passant en revue l'unité. Les officiers lui montrèrent leurs cartes et leurs rapports d'exploration du désert profond, et plusieurs chefs de clan égyptiens affirmèrent qu'aucune force alliée substantielle ne se tenait entre Siwa et le Nil. D'après les officiers, la division des jeunes fascistes pourrait déstabiliser les positions alliées sur la côte de Siwa, seulement s'ils disposaient de carburant. Pendant leur attente, les Italiens mirent en place un gouvernement égyptien en exil, doté de timbres-poste, et arborèrent le drapeau égyptien aux côtés du drapeau tricolore italien.
Certaines unités des Giovani Fascisti ont combattu dans la deuxième bataille d'El Alamein avec la 185e division parachutiste Folgore. À la mi-novembre, après la victoire des Alliés, la division se retire de Siwa à Agedaiba et plus tard en Tunisie. Dans la ligne Mareth, ils combattirent courageusement aux côtés des troupes restantes de l'Axe[réf. nécessaire]. La division fut presque totalement détruite en 1943, lors des combats en Tunisie. Même décimé, la division fut la dernière unité militaire de l'Axe à se rendre aux Alliés en Afrique du Nord le 13 mai 1943.

## Ordre de bataille
- 136e régiment d'infanterie Giovani Fascisti
  - Ier bataillon Mi scaglio a ruina
  - IIe bataillon Abbi fede
- 8e régiment de bersagliers
- 136e régiment d'artillerie
- 88e batterie anti-aérienne
- 25e bataillon du génie
- 53e section médicale
- 105e section des Carabiniers
- 45e bureau de poste de campagne[1]